# На бис
На бис — десятий студійний альбом Ірини Білик. Вийшов російською мовою.

## Перелік пісень
1. Мир не знает (03:42)
2. Подарю тебе  (03:34)
3. За твою любовь (03:37)
4. Вечер (03:56)
5. Поезд-дорога (03:10)
6. Малыш (04:05)
7. Больше ни слова (03:29)
8. Нас нет (03:24) (спільно з Дмитром Дикусаром)
9. Обмани меня красиво (03:32)
10. Мне не жаль (03:22)
11. Зеркала (03:50)
12. Мы будем вместе (03:42)
13. Любовь, что я вам подарила (03:32)
14. Навсегда (03:20)
15. Напополам (03:22) (спільно з Василем Бондарчуком)
16. Мама (02:55) (спільно з Глібом Оверчуком)